# Лоял (містечко, Вісконсин)
Лоял (англ. Loyal) — місто (англ. town) в США, в окрузі Кларк штату Вісконсин. Населення — 790 осіб (2020).

## Демографія
Згідно з переписом 2010 року, у місті мешкало 826 осіб у 239 домогосподарствах у складі 200 родин. Було 256 помешкань
Расовий склад населення:
| - 97,8 % — білих - 0,1 % — корінних американців - 2,1 % — осіб інших рас |

До двох чи більше рас належало 0,0 %. Частка іспаномовних становила 2,2 % від усіх жителів.
За віковим діапазоном населення розподілялося таким чином: 39,0 % — особи молодші 18 років, 52,2 % — особи у віці 18—64 років, 8,8 % — особи у віці 65 років та старші. Медіана віку мешканця становила 27,9 року. На 100 осіб жіночої статі у місті припадало 111,8 чоловіків;  на 100 жінок у віці від 18 років та старших — 118,2 чоловіків також старших 18 років.
Середній дохід на одне домашнє господарство  становив 84 194 долари США (медіана — 57 656), а середній дохід на одну сім'ю — 86 277 доларів (медіана — 58 281). Медіана доходів становила 36 827 доларів для чоловіків та 37 000 доларів для жінок. За межею бідності перебувало 14,8 % осіб, у тому числі 19,6 % дітей у віці до 18 років та 0,0 % осіб у віці 65 років та старших.
Цивільне працевлаштоване населення становило 336 осіб. Основні галузі зайнятості: сільське господарство, лісництво, риболовля — 30,4 %, освіта, охорона здоров'я та соціальна допомога — 18,8 %, виробництво — 17,9 %.